# Year of the Horse
Year of the Horse je koncertní album kanadského hudebníka Neila Younga a skupiny Crazy Horse, vydané v červnu 1997 u vydavatelství Reprise Records. Nahráno bylo během turné v předchozím roce; ze stejného turné byl představen rovněž film Rok koně v režii Jima Jarmusche.

## Seznam skladeb
Autorem všech skladeb je Neil Young.
| Disk 1 | Disk 1                        | Disk 1 |
| Pořadí | Název                         | Délka  |
| ------ | ----------------------------- | ------ |
| 1.     | When You Dance                | 6:20   |
| 2.     | Barstool Blues                | 9:02   |
| 3.     | When Your Lonely Heart Breaks | 5:04   |
| 4.     | Mr. Soul                      | 5:05   |
| 5.     | Big Time                      | 7:28   |
| 6.     | Pocahontas                    | 4:50   |
| 7.     | Human Highway                 | 4:07   |

| Disk 2 | Disk 2         | Disk 2 |
| Pořadí | Název          | Délka  |
| ------ | -------------- | ------ |
| 8.     | Slip Away      | 10:52  |
| 9.     | Scattered      | 4:00   |
| 10.    | Danger Bird    | 13:34  |
| 11.    | Prisoners      | 6:40   |
| 12.    | Sedan Delivery | 7:16   |

## Obsazení
- Neil Young – zpěv, kytara, klavír, harmonika
- Frank „Poncho“ Sampedro – kytara, klávesy, zpěv
- Billy Talbot – baskytara, zpěv
- Ralph Molina – bicí, perkuse, zpěv